# Shaban Sejdiu
Shaban Sejdiu (in albanese Shaban Sejdiu; in serbo-croato: Шабан Сејдиу; Bllace, 6 maggio 1959) è un ex lottatore jugoslavo di origine albanese, specializzato nella lotta libera.

## Biografia
Nacque a Bllace, nella Repubblica Socialista Federale di Jugoslavia ed è di origini albanesi. La sua squadra di club fu lo Skopje Wrestling Club, dove fu allenato da Risto Takov.
Sejdiu ha rappresentato la Jugoslavia a quattro edizioni dei Giochi olimpici estivi: Montréal 1976, Mosca 1980, Los Angeles 1984 e Seul 1988, riuscendo a vincere la medaglia di bronzo a Mosca e Los Angeles.
Sua figlia, Altuna Sejdiu, nota come Tuna, è una cantante di successo nei paesi di lingua albanese.

## Palmarès
- Giochi olimpici

Mosca 1980: bronzo nei -68 kg
Los Angeles 1984: bronzo nei -74 kg
- Mondiali

Losanna 1977: argento nei -68 kg.
Skopje 1981: argento nei -68 kg.
- Europei

Bursa 1977: oro nei -68 kg.
Budapest 1983: oro nei -68 kg.
- Giochi del Mediterraneo

Algeri 1975: oro nei -62 kg.
Spalato 1979: oro nei -68 kg.
Latakia 1987: bronzo nei -74 kg.
- Universiadi

Sofia 1977: bronzo nei -68 kg.